# Johann Erhard Prieger
Johann Erhard Peter Prieger (* 17. September 1792 in Wiesbaden; † 4. Juni 1863 in Kreuznach) war ein deutscher Arzt. Er wurde bekannt durch die Gründung des ersten Solebades in Bad Kreuznach und wurde dort einige Jahre später zum Brunnen- und Badearzt sowie zum königlichen preußischen Sanitätsrat ernannt.

## Leben
Er wurde am 17. September 1792 als Sohn von Benjamin Gottlieb Prieger und Kornelia Katharina Pauli in Wiesbaden geboren.
Nach seiner Kindheit begann er 1811 sein Medizinstudium in Frankfurt am Main, das er am 6. März 1816 mit der Promotion zum Doktor der Medizin abschloss. In den folgenden Monaten war er in seiner Geburtsstadt Wiesbaden als Arzt tätig, bis er sich im März 1817 in Kreuznach niederließ. Dort errichtete er im gleichen Jahr die erste Badestube, nachdem er die Heilkraft der Solequellen und den medizinischen Nutzen darin erkannt hatte.
Am 31. Oktober 1817 heiratete er Maria Philippine Acva (1796–1850), mit der er acht Kinder hatte, wovon drei nicht älter als zehn Jahre wurden.
Im Jahre 1820 wurde er zum Kreisarzt und 1834 zum Hofrat ernannt. Im gleichen Jahr gründete er die Solbäder AG, in dieser wurde er zwei Jahre später Mitglied des Ausschusses und 1838 Mitglied des Verwaltungsausschusses. 1837 wurde er zum Brunnen- und Badearzt ernannt.
1842 wurde Prieger zum königlichen preußischen Sanitätsrat ernannt und von 1837 bis 1862 war er Stadtverordneter Kreuznachs. Dort verstarb er ein Jahr später am 8. Juni 1863 im Alter von 70 Jahren.

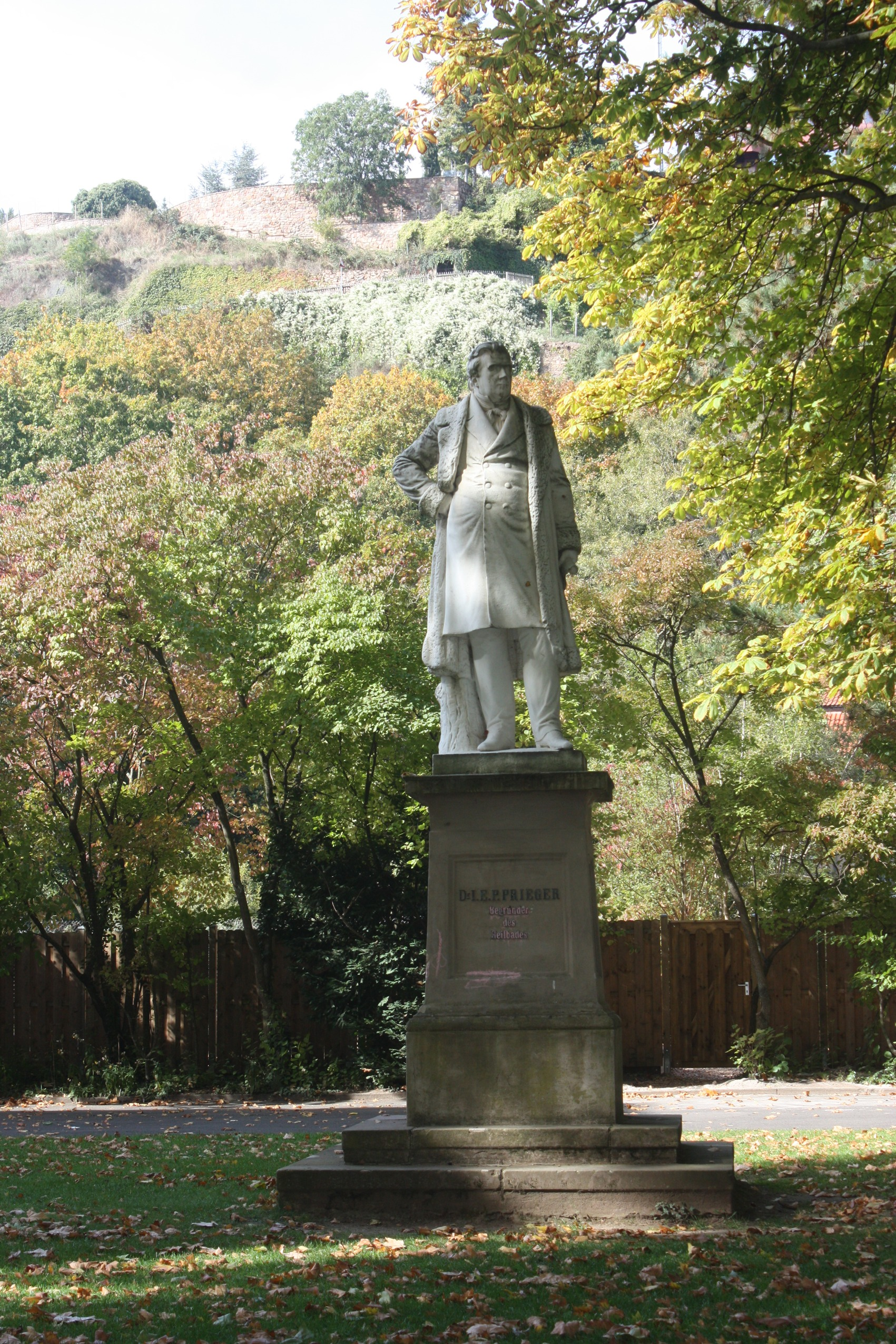
Priegerdenkmal in Bad Kreuznach

## Auszeichnungen
- 1840/42: Preußischer Roter Adlerorden (Ritter IV. Klasse bzw. III. Klasse)
- 1840: Belgischer Leopoldsorden (Ritter)
- 1840: Großherzoglich Hessischer Verdienstorden Philipps des Großmütigen (Ritter)
- 1843: Kurhessischer Hausorden vom Goldenen Löwen (Ritter)
- 1845: Dänischer Dannebrogorden (Ritter)
- 1847: Anhaltinischer Hausorden Albrechts des Bären (Ritter)

## Werke
- Inaurugal-Abhandlung über das Hypopium etc. – 26. März 1816 – Würzburg
- Glückliche Exstirpation einer 2¾ Pfund schweren carcinomatösen Parotis. – 1821
- Beschreibung einer glücklich geheilten Hydrophobie etc. – 1821
- Kreuznach und seine Heilquellen. – 1827 – Mainz
- Kreuznach und seine Brom- und Jodehaltigen Heilquellen. – 1837 – Kreuznach
- Erfahrungen über die Heilkräfte der Jod- und Bromhaltigen Elisabeth-Quelle zu Kreuznach. – 1845 – Mainz
- Bemerkungen über die Jod- und Bromhaltige Kreuznacher Mutterlauge. – 1845 – Mainz
- The mineral waters of Kreuznach. – 1846 – London
- Observations pratiques sur les eaux minérales de Kreuznach et particulièrement sur la source d’Elisabeth, remarquable par la quantité de Jode et de Brom, qu’elle contient. – 1847 – Frankfort
- Über die Jod- und Bromhaltige Heilquelle und die Mutterlauge zu Kreuznach. – 1851 – Kreuznach
- Kreuznach, sa source jodurée, dite d’Elisabeth et son eau-mère etc. – 1854 – Kreuznach
- Kreuznach, seine Jod- und Bromhaltige Elisabethquelle und Mutterlauge etc. – 1857 – Kreuznach